# Reese Witherspoon
Laura Jeanne Reese (Reese) Witherspoon (New Orleans (Louisiana), 22 maart 1976) is een Amerikaanse actrice en filmproducente. Ze verzamelde met verscheidene rollen samen meer dan dertig filmprijzen, waaronder een Academy Award (voor Walk the Line), een BAFTA Award, een Golden Globe en meerdere People's Choice Awards.

## Biografie
Witherspoon bracht het grootste deel van haar jeugd door in Goodlettsville, een voorstad van Nashville (Tennessee). Nadat ze geslaagd was voor haar middelbare school, ging ze studeren aan de Stanford-universiteit. Ze stopte haar studie voortijdig. Witherspoon beweert rechtstreeks af te stammen van John Witherspoon, ondertekenaar van de Amerikaanse onafhankelijkheidsverklaring en oprichter van de ook al prestigieuze universiteit Princeton. Haar vader is chirurg en haar moeder verpleegkundige en professor. Witherspoon heeft een jongere broer.
Witherspoon wordt geroemd om haar veelzijdige stijl van acteren. Ze is zowel in staat om komische als dramatische rollen in films te spelen. In 2006 ontving Witherspoon de Screen Actors Guild Award voor beste actrice. Ze werd onderscheiden voor haar rol als June Carter Cash in Walk the Line (2005) over het leven van Johnny Cash. Voor diezelfde vertolking kreeg de actrice op 5 maart 2006 een Oscar.
In 2010 ontving Witherspoon een ster op de beroemde Hollywood Walk of Fame.

### Privéleven
Witherspoon trouwde op 5 juni 1999 met acteur Ryan Phillippe, met wie ze sinds 22 maart 1997 (haar 21e verjaardag) een relatie had. Samen kregen ze een dochter en een zoon. In oktober 2006 werd bekendgemaakt dat het stel ging scheiden. Ze had hierna nog enkele jaren een relatie met acteur Jake Gyllenhaal, haar medespeler uit Rendition (2007). Op 26 maart 2011 trouwde ze met Jim Toth, met wie zij anderhalf jaar later een zoon kreeg. Op 24 maart 2023, na bijna 12 jaar getrouwd te zijn, kondigde Witherspoon haar scheiding aan. Later werden door TMZ 'onoverbrugbare verschillen' gerapporteerd als reden voor de scheiding.